# بنيامين كارل
بنيامين كارل (بالألمانية: Benjamin Karl)‏ هو متزلج على الثلوج نمساوي، ولد في 16 أكتوبر 1985 في سانت بولتن في النمسا.

## وصلات خارجية
- بنيامين كارل على موقع الاتحاد الدولي للتزلج (ركوب لوح الثلج) (الإنجليزية)
- بنيامين كارل على موقع اللجنة الأولمبية الدولية (الإنجليزية)
- بنيامين كارل على موقع أوليمبيديا (الإنجليزية)
- بنيامين كارل على موقع IMDb (الإنجليزية)